# Castlevania II: Simon's Quest
Castlevania II: Simon's Quest (Japans: ドラキュラII呪いの封印, Romaji: Dorakyura II noroinofūin) is een computerspel dat werd ontwikkeld en uitgegeven door Konami. Het spel kwam op 28 augustus 1987 uit voor de Famicom Disk System in Japan. Op 1 december 1988 kwam het in de Verenigde Staten uit voor de NES, en op 27 april 1990 werd het ook beschikbaar in PAL-regio's.

## Spel
Het spel is een platformspel met een horrorthema. Het is het tweede spel uit de Castlevania-serie spellen. Het spel kent een dag- en nachtcyclus, waarbij vijanden 's nachts sterker zijn dan overdag.
Spelers nemen de rol aan van held Simon Belmont die de vloek op hem rust ongedaan moet maken.
Doel van het spel is het bezoeken van de vijf landhuizen om daar een van Dracula's ledematen te vinden. De ledematen kunnen gebruikt worden om Simon te helpen in het spel. Na het verzamelen van alle onderdelen kan de blokkade bij Dracula's kasteel worden vrijgemaakt en vindt het gevecht plaats met de eindbaas. Nadat de speler Dracula heeft verslagen zijn er drie mogelijke eindes.

## Platforms
| Jaar | Platform                    |
| ---- | --------------------------- |
| 1987 | Family Computer Disk System |
| 1988 | NES                         |
| 2002 | Windows                     |
| 2007 | Virtual Console (Wii)       |
| 2013 | Virtual Console (3DS)       |
| 2014 | Virtual Console (Wii U)     |

## Ontvangst
| Beoordeeld door  | Platform | Datum            | Score |
| ---------------- | -------- | ---------------- | ----- |
| The DOS Spirit   | NES      | 9 december 2013  | 100%  |
| Joystick (Frans) | NES      | juni 1990        | 95%   |
| NES Fanz         | NES      | 3 januari 2005   | 80%   |
| NES Times        | NES      | 26 oktober 2006  | 80%   |
| Le Geek          | NES      | april 2004       | 80%   |
| Jeuxvideo.com    | NES      | 25 maart 2011    | 80%   |
| Random Access    | NES      | 2005             | 79%   |
| Mag'64           | Wii      | 12 november 2009 | 70%   |
| GameSpot         | Wii      | 5 november 2007  | 65%   |
| Nintendo Life    | Wii      | 19 oktober 2007  | 50%   |